# Castelo de Nuremberga

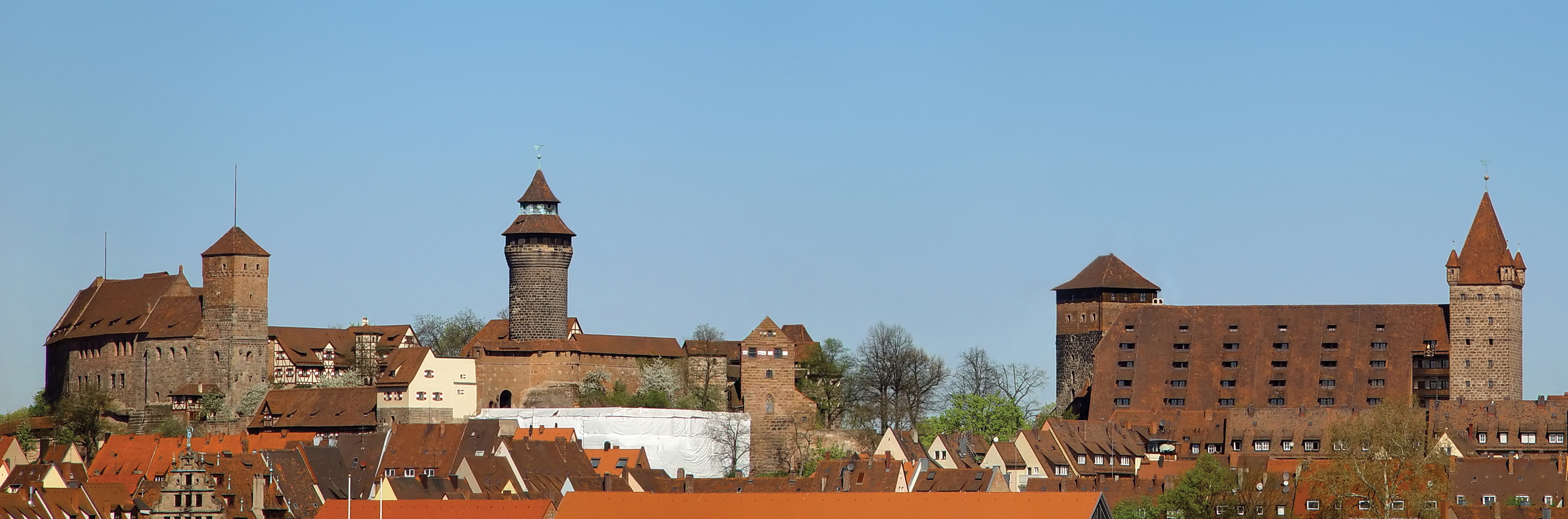
Castelo de Nuremberga

O Castelo de Nuremberga (em alemão:  Nürnberger Burg) é um conjunto de edifícios medievais fortificados num cume de arenito que domina o centro histórico de Nuremberga, na Baviera, Alemanha.
O castelo, juntamente com as muralhas da cidade, é considerado uma das mais formidáveis fortificações medievais. Ele representava o poder e a importância do Sacro Império Romano-Germânico e o papel de destaque de Nuremberga.[carece de fontes?]